# Martin Joseph Fettman
Martin Joseph Fettman dr. (Brooklyn, New York, 1956. december 31. –) amerikai tudós patológus, űrhajós.

## Életpálya
1976-ban a Cornell Egyetemen táplálkozástudományból diplomázott. 1980-ban ugyanott fiziológiából doktorált (Ph.D.). 1982-ben megvédte doktori diplomáját. 1982-1986 között a College of Veterinary Medicine and Biomedical Sciences Colorado State University keretében patológusként tevékenykedett. 1986-tól egyetemi docens. 1988-tól az egyetem  Állatorvosi Oktató Kórház vezetője. 1989-1990 között Dél-Ausztráliában az  University of Adelaide professzora.
1991. december 6-tól a Lyndon B. Johnson Űrközpontban részesült űrhajóskiképzésben. Spacelab specialista. Egy űrszolgálata alatt összesen 14 napot, 00 órát és 12 percet (336 óra) töltött a világűrben. 1993. november 1-jén köszönt el az űrhajósoktól. Tagja a NASA Life and Biomedical Sciences and Applications tanácsadó albizottságának.

## Űrrepülések
STS–58, a Columbia űrrepülőgép 15. repülésének rakományfelelőse. A Spacelab mikrogravitációs laboratórium segítségével a legénység biológiai, orvosi, élettani és anyagtudományi kísérleteket hajtott végre. Több technikai és egyéb, meghatározott kutatási, kísérleti programot végeztek. Szolgálatukkal az egyik legsikeresebb missziót hajtották végre. Egy űrszolgálata alatt összesen 14 napot, 00 órát és 12 percet (336 óra) töltött a világűrben. 9 400 000 kilométert (5 800 000 mérföldet) repült, 225-ször kerülte meg a Földet.